# Amurský záliv
Amurský záliv (rusky Аму́рский зали́в) je záliv v Japonském moři. Jde o vnitřní záliv u severozápadního břehu zálivu Petra Velikého. Ve východním směru je oddělen poloostrovem Muravjova-Amurského, na němž leží město Vladivostok, od sousedního Ussurijského zálivu. Oba zálivy spojuje průliv Východní Bospor. Název je odvozen od řeky Amur, která se ale vlévá do moře daleko severněji.
Délka zálivu je přibližně 65 km, šířka od 9 do 20 km, hloubka do 20 m. V zimě zamrzá.